# Орехово (Владимирская область)
Орехово — деревня в Собинском районе Владимирской области России, входит в состав Толпуховского сельского поселения.

## География
Деревня расположена на берегу речки Вежболовка (приток реки Ворши бассейна Клязьмы) в 30 км к западу от Владимира, в 12 км к западу от центра поселения деревни Толпухово и в 20 км к северу от райцентра города Собинка.

## История

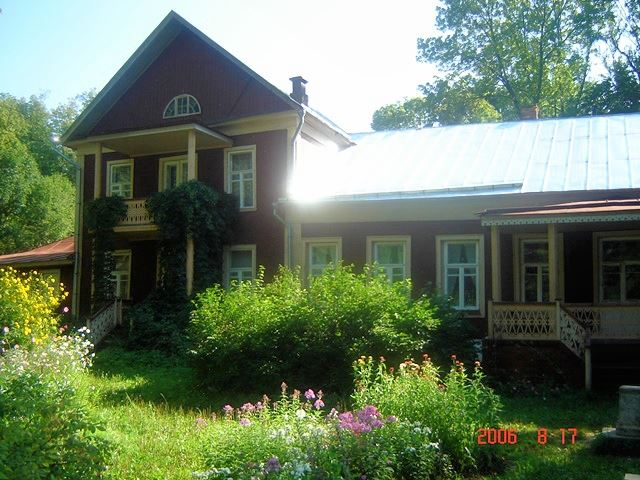
Усадьба-музей Н.Е.Жуковского. 2006 год

Дворянская усадьба в сельце Орехово Владимирского уезда была заложена ещё в начале XVII века.
Патриарший сын боярский Василий Петрович Всеволоцкой в 1608 году получил от патриарха Гермогена поместье во Владимирском уезде (сельцо Орехово с пустошами), закреплённое в 1621 году патриархом Филаретом за сыновьями его Григорием, Петром и Романом в вотчину.
Потомки Петра Всеволоцкого владели Ореховым более двух веков. В конце XVIII века праправнук его младшего сына Лариона Матвей Алексеевич Всеволоцкой, комиссар Государственной Коллегии экономии, продал свою половину (его старший сын, родившийся в 1769 году в Орехове, будущий герой Отечественной войны 1812 года генерал А. М. Всеволожский впоследствии приобрёл имение под Елисаветградом), и единственным помещиком, продолжавшим жить в Орехове, остался его пятиюродный брат, праправнук старшего сына Петра Всеволоцкого Афанасия — Николай Михайлович Всеволожский, секунд-майор, позднее надворный советник, Покровский уездный предводитель дворянства.
Первые владельцы создали в Орехове великолепный усадебный комплекс – один из интереснейших на Владимирской земле. Деревянный отштукатуренный усадебный дом, отличающейся благородной простотой, флигеля, оранжереи, конюшни, регулярный липовый парк, подъездная березовая аллея – все было мастерски вписано в окружающую природу, образовав удивительный по гармоничности ансамбль.
В 1839 году имение унаследовал зять Н. М. Всеволожского дворянин Н. А. Ляпунов, немедленно заложивший его во Владимирский приказ общественного призрения на 26 лет за 15 тысяч рублей серебром. Два года спустя, в 1841 году, усадьбу выкупили действительный статский советник Егор Иванович Жуковский и его супруга Анна Николаевна, урождённая Стечкина. Именно здесь, в Орехове, 17 января 1847 года у них родился сын Николай — впоследствии великий русский учёный, основоположник теоретической, экспериментальной и практической аэродинамики, «отец русской авиации».
В XVIII веке сельцо Орехово состояло в Ильмехотском стане Владимирского уезда, с 1788 г. отошло к Покровскому уезду, в конце XIX — начале XX века вошло в состав Ставровской волости Владимирского уезда. Относилось к приходу церкви Ильи Пророка погоста Санницы, что на Ворше (сегодня — село Глухово). 
В 1929 году деревня являлась центром Ореховского сельсовета Ставровского района, с 1932 года — в составе Ставровского сельсовета Собинского района, с 1945 года — вновь в составе Ставровского района, с 1954 года — в составе Добрынинского сельсовета, с 1965 года — в составе Собинского района, с 1976 года — в составе Толпуховского сельсовета, с 2005 года — в составе Толпуховского сельского поселения.

## Население
| 1859 | 1905 | 1926 | 2002 | 2010 | 2021 |
| ---- | ---- | ---- | ---- | ---- | ---- |
| 149  | ↗182 | ↘120 | ↘19  | ↘16  | ↗17  |

## Достопримечательности
Имеющая более чем 300-летний возраст основа деревянного барского дома, осложнённая пристройками XIX века, сохранилась и на сегодняшний день является единственной аутентичной (подлинной, а не «воссозданной») деревянной дворянской усадьбой во Владимирской области. Сегодня в старинном доме Всеволожских располагается Мемориальный дом-музей Н. Е. Жуковского.
В 6 км к востоку находится село Жерехово, родовое гнездо другой, младшей ветви древнего рода Всеволожских, в 7,5 км к западу — село Черкутино, родина знаменитого государственного деятеля и юриста-кодификатора М. М. Сперанского.